# محمد العماري (لاعب كرة قدم)
محمد العماري (مواليد 10 ديسمبر 1965) هو مدرب كرة قدم قطري ولاعب وسط سابق حيث لعب مع قطر في كأس آسيا 1984.
بدأ في فريق السد للشباب عام 1977 قبل أن ينتقل إلى فريقه الأول وبسرعة أصبح لاعبًا رئيسيًا في عام 1983. كان عليه أن يتقاعد من لعب كرة القدم في سن 26 بسبب الإصابة وبدأ في الدراسة ليكون مدربًا. قام بتدريب فريق السد للشباب في عام 1999 وكان أيضًا مساعداً للمدرب في عدة مناسبات لمدربين رئيسيين مثل رابح ماجر وجمال الدين موشوفيتش ورينيه ميلنستين وبورا ميلوتينوفيتش. بعد رحيل ميلوتينوفيتش تولى منصب المدير الفني في أكتوبر 2005. كان المدرب الرئيسي حتى مايو 2006. أصبح لاحقاً أول مدرب على الإطلاق للجيش حيث قام بتدريب الفريق من عام 2007 حتى عام 2011 عندما تمت إقالته بعد مساهمته في صعود الفريق إلى دوري نجوم قطر.